# دونالد آدمسون
دونالد آدمسون (بالإنجليزية: Donald Adamson)‏ (من مواليد 30 مارس 1939) هو أديب وباحث ومؤرخ وكاتب سيرة بريطاني. من الكتب التي كتبها آدمسون تشمل «بليز باسكال: الرياضي والفيزيائي والمتفكر عن الله» و«شركة الفرو: التاريخ الحديث».

## التشريفات والزمالات
- وسام السعفات الأكاديمية من رتبة فارس.
- وسام فارس العدل من منظمة فرسان الإسبتارية
- وسام الخدمة من منظمة فرسان الإسبتارية
- وسام صليب الاستحقاق من منظمة فرسان مالطة
- زميل الجمعية الملكية للأدب
- زميل الجمعية التاريخية الملكية
- زميل جمعية خبراء الآثار في لندن